# Cá cháo biển
Họ Cá cháo biển, đôi khi còn gọi là họ Cá măng biển (danh pháp khoa học: Elopidae) là một họ cá vây tia chỉ chứa một chi duy nhất là Elops.
Cá cháo biển là các loài cá sinh sống ven biển, được tìm thấy trong khu vực nhiệt đới và cận nhiệt đới. Việc sinh sản của chúng diễn ra ngoài biển nhưng cá bột lại di cư vào các vùng nước lợ ven bờ. Thức ăn chủ yếu của chúng là các loài cá nhỏ hay động vật giáp xác như tôm tép. Kích thước tối đa của chúng là khoảng 90–120 cm dài và cân nặng tối đa khoảng 10 kg. Thân hình thon và có tiết diện hình ôvan; mắt lớn và được che phủ một phần bởi các mí mắt dày nhiều mỡ.
Cá bột có đầu hẹp – trông giống như dải ruy băng và trong suốt. Sau phát triển ban đầu chúng co ngắn lại và biến hóa thành dạng giống như cá trưởng thành.
Tên gọi khoa học của họ, chi này có nguồn gốc từ tiếng Hy Lạp ellops – một dạng rắn.

## Các loài
Hiện tại, người ta biết 7 loài trong họ này:
- Elops affinis: Cá cháo Thái Bình Dương
- Elops hawaiensis: Cá cháo Hawaii
- Elops lacerta: Cá cháo Tây Phi hay cá cháo Guinea.
- Elops machnata: Cá cháo Ấn Độ Dương
- Elops saurus: Cá cháo Đại Tây Dương
- Elops senegalensis: Cá cháo Senegal
- Elops smithi McBride, C. R. Rocha, Ruiz-Carus & Bowen, 2010 (Malacho)[4]